# اندیس انارک رباط پشت بادام
انارک رباط پشت بادام یک اندیس فلزی است که در حوالی شهر بیاضه استان یزد قرار دارد و مادهٔ معدنی موجود در آن، سرب و روی است.  